# Victoria (película de 2016)
Victoria, titulada Los casos de Victoria en España y Victoria y el sexo en Hispanoamérica, es una película francesa dirigida por Justine Triet, que fue estrenada en 2016.

## Sinopsis
Victoria Spick es una joven abogada. Mientras asiste a una boda, una joven mujer es acuchillada. Y es precisamente uno de sus amigos, el compañero de la mujer, el que está acusado. Aunque le molesta la idea de defender a alguien implicado en este tipo de violencia de género, acepta finalmente el encargo. Al mismo tiempo, desbordada por el estrés del día a día, contrata a Sam como au pair para hacerse cargo del cuidado de sus dos pequeñas hijas. Además, descubre que su exmarido, que ambiciona ser escritor, ha publicado en internet un relato inspirado en su historia real. A pesar de su dinamismo, Victoria está al borde de una crisis, tanto profesional como sentimental.

## Ficha técnica
- Título original: Victoria

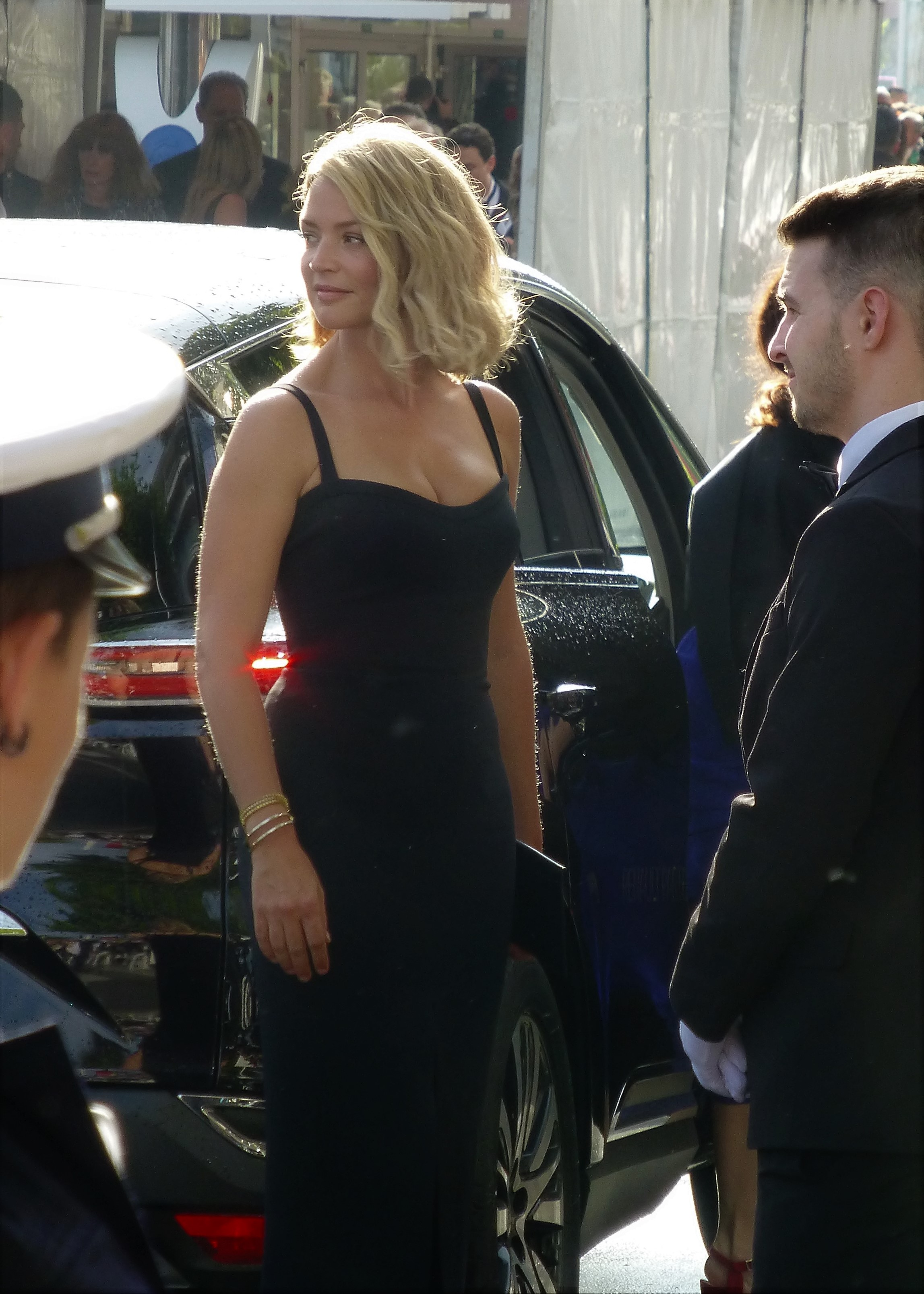
La actriz principal, Virginie Efira, en el Festival de Cannes de 2016.

- Título inglés: In Bed with Victoria
- Guion: Justine Triet en colaboración con Thomas Lévy-Lasne
- Fotografía: Simon Beaufils
- Sonido: Julien Sicart, Olivier Toca, Simon Apostolou
- Decorados: Olivier Meidinger
- Casting: Cynthia Arra y Youna De Peretti
- Vestuario: Charlotte Vaysse
- Montaje: Laurent Sénéchal
- Supervisión musical: Thibault Deboaisne
- Productores: Emmanuel Chaumet
- Sociedades de producción: France 2, Ecce Películas, CNC, Canal+, Ciné+, France Télévisions y Cinémage 10
- Sociedades de distribución: El Pacto (Francia)
- País de origen: Francia
- Género: comedia dramática
- Duración: 95 minutos
- Formato: Color, 2.35:1
- Lengua: francés e inglés
- Presupuesto: 3.99M€[1]
- Entradas vendidas en Francia: 640 752 entradas
- Fecha de estreno: 
  - Francia: 12 de mayo de 2016 (Semana de la crítica del Festival de Cannes 2016); 14 de septiembre 2016 (salida nacional)

## Reparto
- Virginie Efira: Victoria Spick
- Vincent Lacoste: Sam
- Melvil Poupaud: Vincent, el cliente de Victoria
- Laurent Poitrenaux: David, el exmarido de Victoria
- Laure Calamy: Christelle, la colega de Victoria
- Alice Daquet: Eve, la demandante
- Julie Moulier: la presidenta del tribunal de Nantes
- Piedra Mazo: el psiquiatra
- Sabrina Seyvecou: Suzanna
- Sophie Fillières: Sophie
- Marc Ruchmann: el amante de una tarde
- Arthur Mazet: primer cuidador
- Arthur Harari: el dresseur del chimpanzé
- Claire Burger: Leslie Chevalier
- Elsa Wolliaston: la voyante
- Aurélien Bellanger: el vecino de mesa de Victoria
- Hector Obalk: el presidente del tribunal de París
- Vincent Dietschy: el acupuntor
- Thomas Lévy-Lasne: Axel
- Antoine Bueno: el veterinario

### Rodaje
El rodaje tuvo lugar en París (estación de Montparnasse, Nanterre y Champs-sur-Marne (dependencias de la escuela ESIEE París). El interior fue filmado en los estudios de Bry-sur-Marne (París).